# Sant Martí (métro de Barcelone)
Sant Martí est une station de la ligne 2 du métro de Barcelone. La station est située sous la rambla Guipúscoa, sur le territoire de la commune de Barcelone, dans le district de Sant Martí.
Elle est mise en service en 1997, lors d'un prolongement de la ligne 2.

## Situation sur le réseau

Plan du métro de Barcelone (2019).

Établie en souterrain, la station Sant Martí est située : sur la ligne 2 du métro de Barcelone, entre la station Bac de Roda en direction de la station terminus Paral·lel, et la station La Pau, en direction de la station terminus Badalona Pompeu Fabra ,.

## Histoire
La station Sant Martí est mise en service le 20 septembre 1997, lors du prolongement de la ligne 2 depuis Sagrada Família jusqu'à La Pau. Elle est nommée en référence à l'un des dix districts de Barcelone, ce nom rappel l'ancien village Sant Martí de Provençals,.